# Empire (film 1965)
Empire è un film muto e in bianco e nero del 1965 diretto da Andy Warhol. Consiste in un unico metraggio rallentato di otto ore e cinque minuti dell'Empire State Building di New York.

## Trama
Il film inizia con un'inquadratura completamente bianca dalla quale emerge successivamente la figura dell'Empire State Building. Per 6 ore e mezza, i riflettori esterni della struttura rimangono accesi, mentre le illuminazioni interne si accendono e si spengono. Lungo l'ultima parte della pellicola, le luci esterne si spengono lasciando la struttura quasi completamente oscurata dal buio.

## Produzione
Per questo film, Warhol ha adoperato la tecnica del "long take in extremis" già presente nel suo precedente Sleep. Empire è stato girato il 25 e 26 luglio 1964, fra le ore 20:06 e 2:42, dal quarantunesimo piano del Time-Life Building (sede della Rockefeller Foundation). La velocità di registrazione era di 24 fotogrammi al secondo, ma il film viene proiettato a 16: di conseguenza, sebbene sia stato girato in 6 ore e 36 minuti, il film dura 8 ore e 5 minuti quando viene riprodotto.
Il proiezionista della pellicola fu Rob Trains, che mischiò, erroneamente, l'ordine e la velocità delle bobine durante la registrazione del filmato. Dopo aver ricevuto una recensione positiva da parte del New York Times, Warhol apprezzò l'"errore", e proseguì la collaborazione con Trains per altre pellicole.
La pellicola venne diretta da Andy Warhol, mentre il cineasta Jonas Mekas fece da operatore. Durante tre cambi delle bobine, le riprese ricominciarono prima che le luci della stanza delle riprese venissero spente; ciò permette di vedere, momentaneamente, i volti di Warhol e Mekas riflessi nella finestra di fronte alla cinepresa.

## Distribuzione
La prima assoluta del film avvenne a New York il 6 marzo 1965.
Nel 2005, il film venne interamente proiettato su una facciata del Royal National Theatre di Londra. Lo stesso accadde il 4 dicembre del 2010 al Varsity Theater di Chapel Hill, nella Carolina del Nord. L'evento, che fu accompagnato da musica dal vivo, venne organizzato dall'Ackland Art Museum e  l'Interdisciplinary Program in Cinema, entrambi appartenenti all'Università della Carolina del Nord a Chapel Hill. Empire venne anche completamente riprodotto l'11 maggio del 2013 al Museo interattivo del Cinema di Milano.
Non esistono versioni abbreviate della pellicola, e si presume che il film sia stato realizzato affinché sia impossibile vederlo per intero. Nonostante ciò, venne prodotta, in Italia, con la collaborazione dell'Andy Warhol Museum, una videocassetta, poi anche in dvd, contenente un estratto di soli sessanta minuti.

## Accoglienza
Nel 2004, come riconoscimento per "la significanza dei valori culturali, storici ed estetici" della pellicola, Empire venne aggiunto al National Film Registry della Library of Congress.
Nel 2007, il sito internet Nerve piazzò Empire nella classifica dei "tredici migliori film interminabili di tutti i tempi."